# Cuna de lobos (2019)
Cuna de lobos é uma série de televisão mexicana produzida por Giselle González para a Televisa e foi exibida pelo Las Estrellas de 7 de outubro a 8 de novembro de 2019, substituindo La usurpadora e sendo substituída por Médicos, línea de vida. 
Inspirada no filme The Anniversary, é um reboot do clássico homônimo de 1986, e é a segunda produção da franquia Fábrica de Sueños.
A trama é protagonizada antagonicamente por Paz Vega, junto a Paulette Hernández e Gonzalo García Vivanco e antagonizada por Diego Amozurrutia e Carlos Aragón. Conta também com as atuações estelares de Flavio Medina, Nailea Norvind, Azela Robinson, José Pablo Minor e Osvaldo de León.
Está disponível via Amazon Prime Video.

## Enredo
A face do mal pode ser distinguida pelos atos cruéis de uma pessoa sedenta de sangue, capaz de eliminar qualquer um que esteja em seu destino para garantir o fortalecimento de sua linhagem e preservar o ilustre nome da família e a fortuna, escondendo uma verdade de partir o coração por trás da imponente imagem de um patch.

## Elenco
- Paz Vega - Catalina Creel de Larios[2]
- Paulette Hernández - Leonora Navarro Díaz
- Gonzalo García Vivanco - José Carlos Larios
- Diego Amozurrutia - Alejandro Larios Creel[3]
- Nailea Norvind - Ámbar Reyes Antúnez de Larios
- Flavio Medina - Francisco Larios Riquelias
- Azela Robinson - Gélica Andrade
- Carlos Aragón - Diego Solórzano Salinas
- José Pablo Minor - Miguel Terranova Contreras
- Osvaldo de León - Luis "Luisito" Guzmán
- Leonardo Daniel - Carlos Larios Riquelias
- Emma Escalante - Mora
- Fernando Larrañaga
- Miroslava Morales
- Adalberto Parra - Josué "El Señor X" Armenta
- Juan Carlos Vives
- Paulina Treviño - Margarita de Guzmán
- Alejandro Nones - Tenente Aguilar
- Juan Ríos Cantú - Omar Vega
- Michelle González - Victoria "Vicky"
- Alan Del Castillo - López
- Jesús Fernández - Ignacio Vasco
- Alberto Lomnitz
- Lili Gorett - Isela
- Adrián Makala - Julius Monroe
- Cristina Michaus - Dora
- Harding Junior - Johari
- Christophe Aguilasocho - Pedro
- José Ramón Berganza - Álvaro Espejel
- Matías Luzbik - Matías Guzmán
- Amanda Schmelz
- Erika de la Rosa - Falsificadora de passaportes

## Audiência
México
| Horário               | # Eps. | Estreia              | Estreia           | Final                 | Final           | Posição | Temporada | Classificação geral |
| Horário               | # Eps. | Data                 | Primeiro capítulo | Data                  | Último capítulo | Posição | Temporada | Classificação geral |
| --------------------- | ------ | -------------------- | ----------------- | --------------------- | --------------- | ------- | --------- | ------------------- |
| Segunda – Sexta 21h30 | 25     | 7 de outubro de 2019 | 5.8               | 8 de novembro de 2019 | 3.1             | #1      | 2019      | 2.54                |

## Versões
- Esta série é parte do projeto Fábrica de sueños, cujo prioriza remakes de obras que marcaram a teledramaturgia mexicana da Televisa, sendo esta uma versão do clássico Cuna de Lobos, de 1986, escrita por Carlos Olmos e produzida por Carlos Téllez, tendo sido protagonizada por María Rubio, Gonzalo Vega, Diana Bracho, Alejandro Camacho e Rebecca Jones.

## Prêmios e indicações

### Prêmios TVyNovelas 2020
| Categoria                 | Nomeados                                                  | Resultado | Ref.         |
| ------------------------- | --------------------------------------------------------- | --------- | ------------ |
| Melhor ator de telenovela | Flavio Medina                                             | Indicado  | [ 6 ] [ 7 ]  |
| Melhor vilã               | Nailea Norvind                                            | Indicado  | [ 6 ] [ 7 ]  |
| Melhor vilão              | Diego Amozurrutia                                         | Indicado  | [ 6 ] [ 7 ]  |
| Melhor primeira atriz     | Azela Robinson                                            | Indicado  | [ 6 ] [ 7 ]  |
| Melhor atriz co-estrelar  | Paulette Hernández                                        | Indicado  | [ 6 ] [ 7 ]  |
| Melhor direção de câmeras | Armando Zafra e Luis Arturo Rodríguez                     | Indicado  | [ 8 ]        |
| Melhor direção de cena    | Eric Morales e Juan Pablo Blanco                          | Indicado  | [ 8 ]        |
| Melhor tema musical       | "Cuna de lobos (instrumental)" (Pedro Plascencia Salinas) | Indicado  | [ 8 ]        |
| Os favoritos do público   |                                                           |           |              |
| Beijo mais delicioso      | "Miguelandro" (Diego Amozurrutia e José Pablo Minor)      | Indicado  | [ 6 ] [ 9 ]  |
| O mais belo               | Flavio Medina                                             | Indicado  | [ 6 ] [ 9 ]  |
| Casal favorito            | Diego Amozurrutia e José Pablo Minor (Miguelandro)        | Indicado  | [ 6 ] [ 9 ]  |
| O melhor final            | Giselle González                                          | Indicado  | [ 6 ] [ 9 ]  |
| Melhor elenco             | Giselle González                                          | Indicado  | [ 9 ] [ 10 ] |

### TV Adicto Golden Awards
| Ano  | Categoria                         | Nomeados                                           | Resultado |
| ---- | --------------------------------- | -------------------------------------------------- | --------- |
| 2019 | Melhores créditos de entrada      | Giselle González                                   | Venceu    |
| 2019 | Melhor tema musical instrumental  | Pedro Plascencia Salinas e Jordi Bachbush          | Venceu    |
| 2019 | Melhor vilã                       | Paz Vega                                           | Venceu    |
| 2019 | Melhor atuação especial masculina | Leonardo Daniel                                    | Venceu    |
| 2019 | Melhor adaptação                  | Claudio Lacelly, Lily Ann Martin e José Luis Durán | Venceu    |
| 2019 | Melhor direção de cenas           | Eric Morales e Juan Pablo Blanco                   | Venceu    |
| 2019 | Melhor serie-telenovela nacional  | Giselle González                                   | Venceu    |